# Cyperus rotundus
Espèce
Classification phylogénétique
Statut de conservation UICN

 LC  : Préoccupation mineure
Cyperus rotundus, le souchet rond, est une espèce de plantes monocotylédones de la famille des Cyperaceae, originaire de l'Inde.
C'est une plante herbacée vivace à rhizomes et tubercules, qui peut atteindre une hauteur de 1,40 m, qui croît dans tous les types de sol mais ne tolère pas le froid et l'ombre.
Elle est nommée Souchet rond, Souchet d'Asie, Souchet officinal, Herbe à oignon ou Souchet à tubercule.
Originaire d'Inde, elle s'est développée de l'Afrique au sud de l'Europe, puis a étendu son aire de répartition sur une grande partie de la planète. Dans les régions tropicales et tempérées chaudes, elle représente un véritable fléau pour beaucoup de cultures. Ses tubercules sont utilisés à des fins médicinales et alimentaires.

## Description

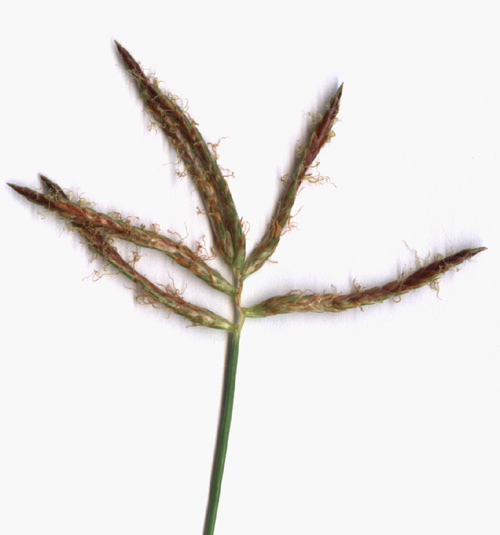
épillet

Cyperus rotundus est une vivace à tubercule mesurant de 20 à 40 cm. Comme les autres Cyperaceae, sa tige est à section triangulaire. Elle présente des rhizomes filiformes à tubercules intercalaires noirâtres zonés, amers et longs de 20 à 40 cm. Ses feuilles sont glaucescentes en dessous et étroites (2 à 6 mm). Les fleurs se développent en épillets d'un rouge brun foncé longs de 1 à 2 cm, à 3 étamines. L'ovaire est à long style, et est entouré de 3 stigmates. Critère important lors de la détermination, à la base de l'inflorescence se situe une longue bractée aiguë. Les fruits forment un akène à 3 angles, atteignant la moitié de la longueur de l'écaille.
Il est possible de confondre Cyperus rotundus au stade végétatif avec Cyperus esculentus, Cyperus longus et Carex hirta.

## Écologie
Originaire d'Inde, elle s'est développée de l'Afrique au sud de l'Europe, ainsi que dans le sud de l'Asie, l'Océanie, le Sud de l'Amérique du Nord et l'Amérique du Sud. 
Elle se développe sur tout type de sols. La limite nord de sa répartition semble être les régions où la température minimale moyenne oscille autour de −5 °C, température où le tubercule ne semble pas germer. Le facteur « température » limiterait l'espèce aux régions tropicales et tempérées chaudes. À l'inverse, elle peut survivre aux plus grandes températures connues en agriculture.
Cyperus rotundus se plaît au sein des zones marécageuses, humides, les cultures de régions tropicales ou tempérées chaudes, les pâtures, et les bords des chemins. Les tubercules sont également une source alimentaire des oiseaux migrateurs tels que les grues.

## Espèce invasive

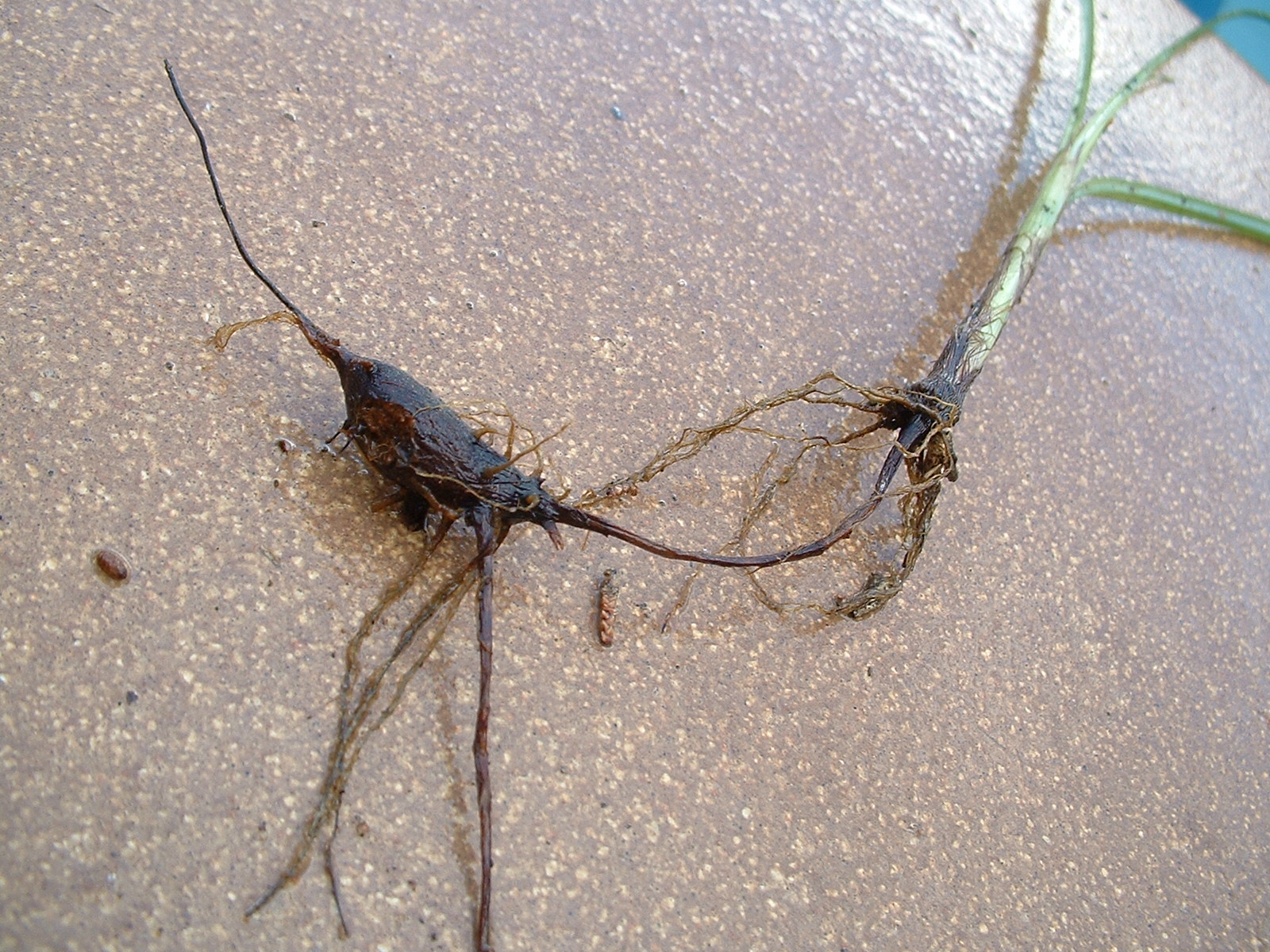
tubercule noirâtre zoné et amer

Cyperus rotundus est une des adventices les plus répandues dans les régions tropicales et tempérées chaudes. Elle a été élue « la plus grande adventice du monde » en raison de son impact dans plus de 90 pays et sur plus de 50 types de cultures du monde entier. Elle est nommée « Mal de tête des jardiniers » car son expansion est très rapide et difficilement contrôlable. Cette plante a une croissance rapide et peut former des colonies denses en raison de la production de son système rhizomatique tubéreux souterrain d'où elle peut se régénérer et se disperser très facilement. Elle réduit les rendements de la canne à sucre, du maïs, du coton, du riz, des légumes et nombreuses autres productions. Par exemple, elle peut réduire les rendements de canne à sucre de 75 % et les rendements de sucre de 65 %. Ces caractéristiques ajoutées à l'inefficacité des herbicides font de cette plante une adventice presque indestructible,.

## Usages et propriétés
Cyperus rotundus est utilisée dans l'aménagement paysager en Chine et en Inde afin de consolider les berges et les sols. En tant que fourrage, elle n'est pas très appétente, devenant rapidement fibreuse avec l'âge, mais elle peut être un bon palliatif.
Cyperus rotundus contient des huiles essentielles ayant des propriétés médicinales comme la réduction de la fièvre, l'inflammation et la douleur. Les extraits de tubercule peuvent réduire la nausée et agir comme un relaxant musculaire. Ils sont également utilisés lors de problèmes pulmonaires et du système urinaire,. Le tubercule rentre dans la composition de l'huile de Scorpion et de l'eau thériacale. Au Niger et au Nigéria les femmes l'utilisent comme encens, seul (surtout en période d'hivernage) ou enrichi avec des huiles et eaux de parfum. Elles considèrent aussi que la fumée qu'il dégage est un répulsif pour les moustiques.
Malgré leur goût amer, les tubercules sont comestibles et sont une source importante de minéraux. Pour en extraire les toxines, il faut absolument les moudre avant de les consommer. À la fin du Paléolithique, il semble que Cyperus rotundus soit impliqué dans des processus alimentaires et associé à des meules de Wadi Kubbaniya (Moyen-Orient, 19 000 ans avant le présent). Des analyses dentaires dans des tombes préhistoriques de Al Khiday (au Soudan, sud de Khartoum) ont montré que ce souchet faisait partie de la diète de ces populations avant le néolithique, mais également après que l'agriculture ait été introduite. Cette même étude montre les propriétés médicinales de cette plante, en particulier comme inhibiteur du Streptococcus mutans, l'un des responsables majeurs du développement de caries.
Entre 2,4 millions et 1,4 million d'années, les hommes mangeaient principalement des souchets comestibles et des souchets ronds (Cyperus rotundus) avec un supplément de fruits et d'invertébrés,.